# Нобелевский комитет
Но́белевский комите́т — организация, выполняющая большую часть работы по выбору лауреатов Нобелевских премий. 

## Нобелевские комитеты
Существует 5 Нобелевских комитетов, каждый из которых принимает решение в одной из пяти номинаций, учреждённых Нобелем.

### Четыре Нобелевских комитета
Четыре Нобелевских комитета, работающих над премиями по физике, химии, физиологии или медицине и литературе, являются специальными органами Шведской королевской академии наук, Каролинского института и Шведской академии. Эти комитеты только выдвигают кандидатов на премию, окончательные решения принимается на «больших ассамблеях», на которые собираются все члены академий при выборе лауреата премий по физике, химии и литературе и 50 членов Нобелевской ассамблеи Королевского института для премии по физиологии и медицине. 

### Норвежский Нобелевский комитет
Нобелевскую премию мира присуждает пятый, Норвежский Нобелевский комитет (норв.: Den norske Nobelkomité), расположенный в Стортинге (парламенте Норвегии) и являющийся частью Норвежского Нобелевского института, причём он как избирает кандидатов, так и принимает окончательное решение. 
Норвежский Нобелевский комитет ежегодно выбирает лауреатов Нобелевской премии мира от имени шведского промышленника Альфреда Нобеля на основании волеизъявления Нобеля. Пять членов назначаются норвежским парламентом. В своем завещании Альфред Нобель поручил парламенту Норвегии выбрать лауреатов Нобелевской премии мира. В то время Норвегия и Швеция находились в свободном личном союзе. 
Несмотря на то, что его члены назначаются парламентом, комитет является частным органом, которому поручено присуждение частных премий. В последние десятилетия большинство членов комитета были политиками на пенсии. Комитету помогает его секретариат, Норвежский Нобелевский институт. 
Заседания комиссии проходят в здании института, где также объявляется победитель. Однако с 1990 года церемония награждения проходит в мэрии Осло.

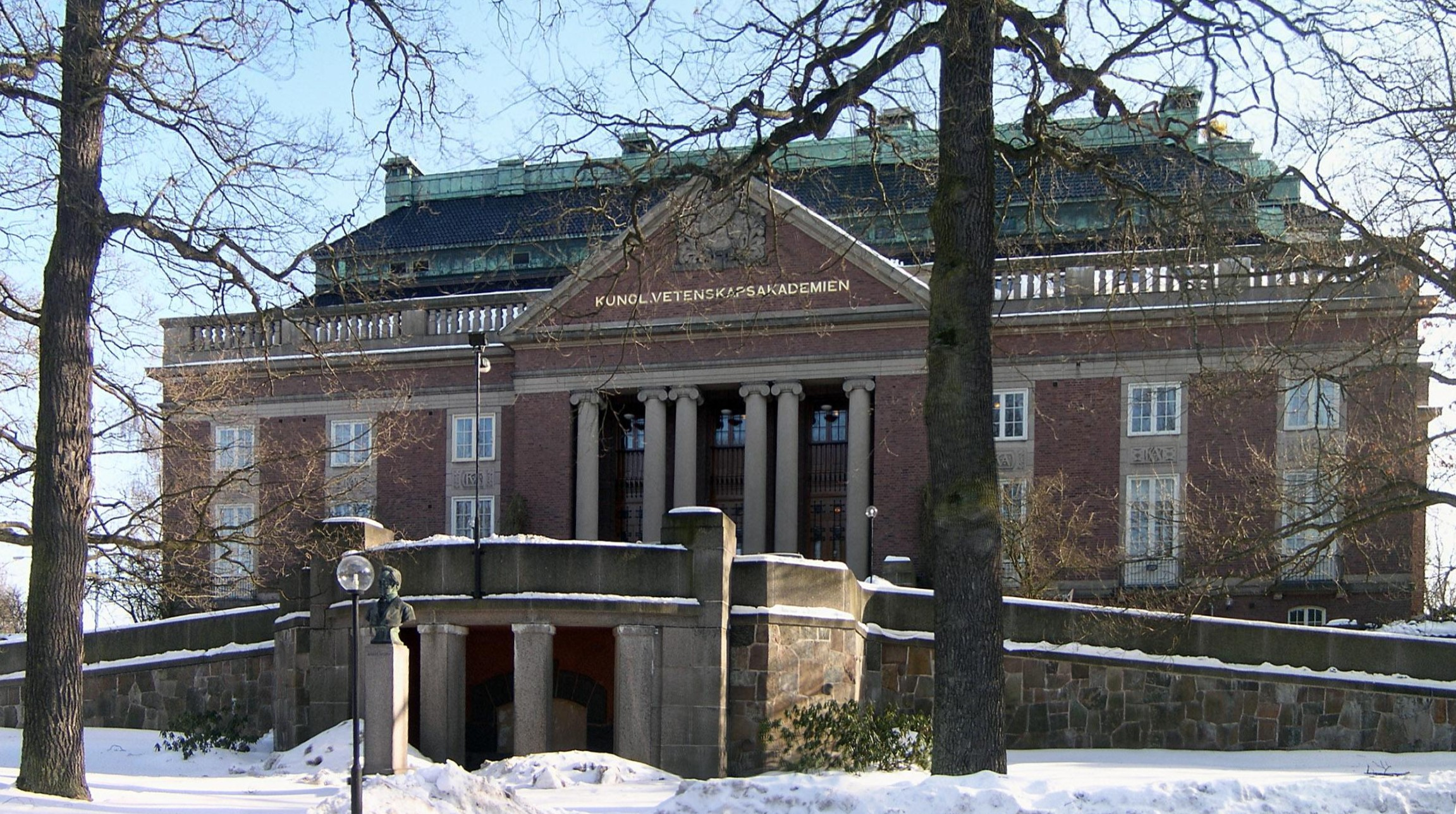
Два Нобелевских комитета, по физике и химии, а также комитет, присуждающий премию по экономике, находятся в Шведской королевской академии наук.
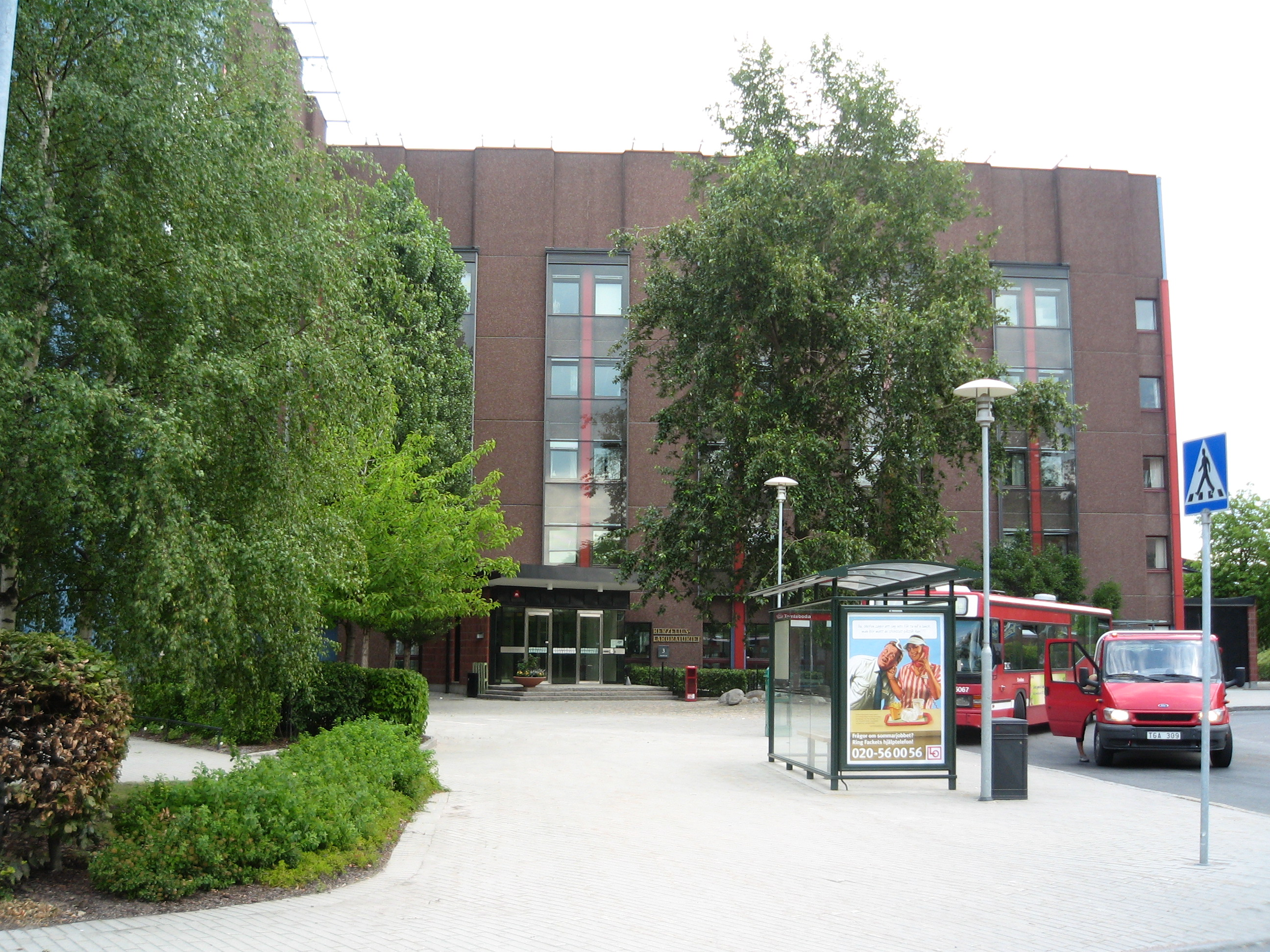
Нобелевский комитет по физиологии и медицине расположен в Каролинском институте.
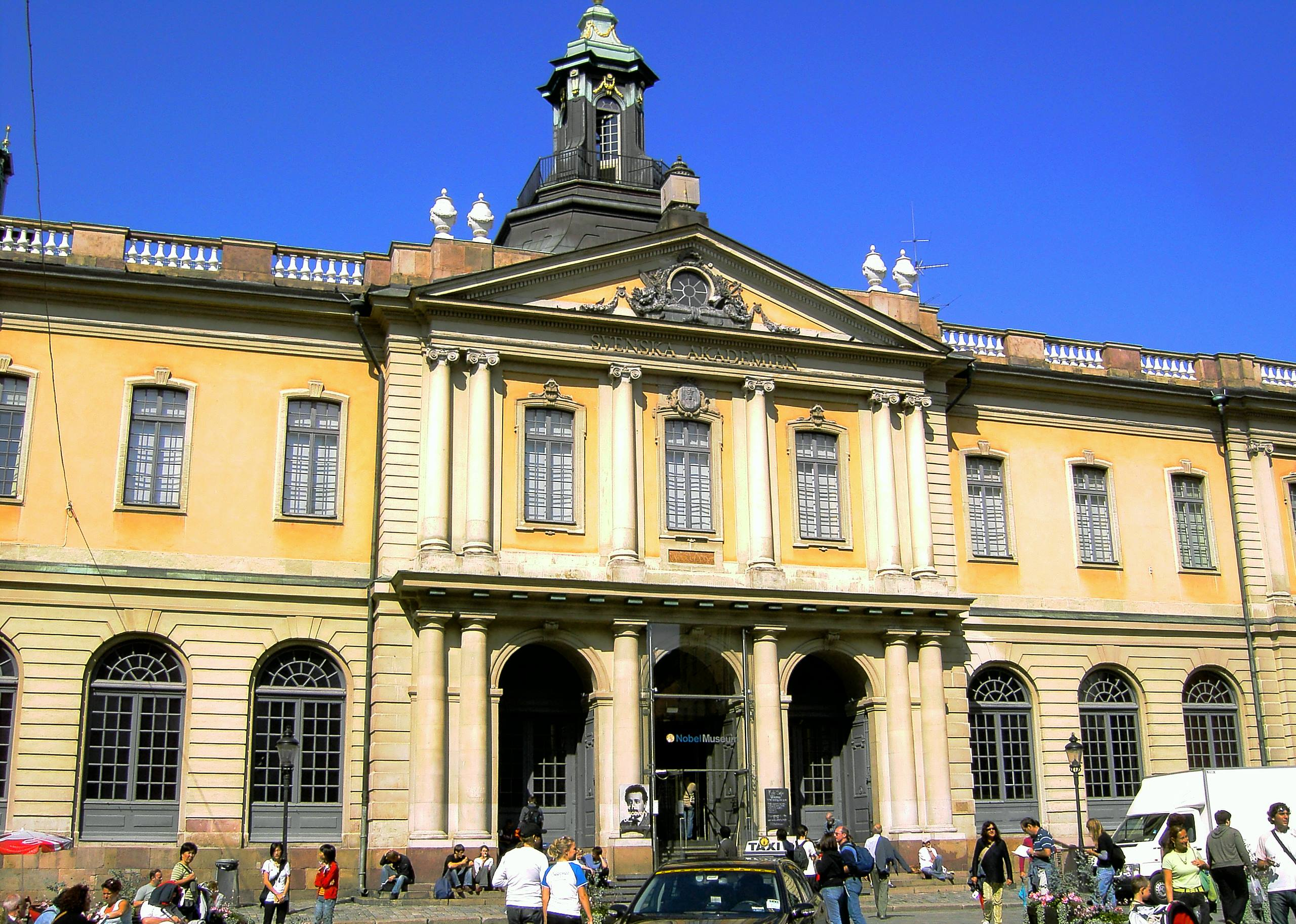
Нобелевский комитет по литературе расположен в Шведской академии.
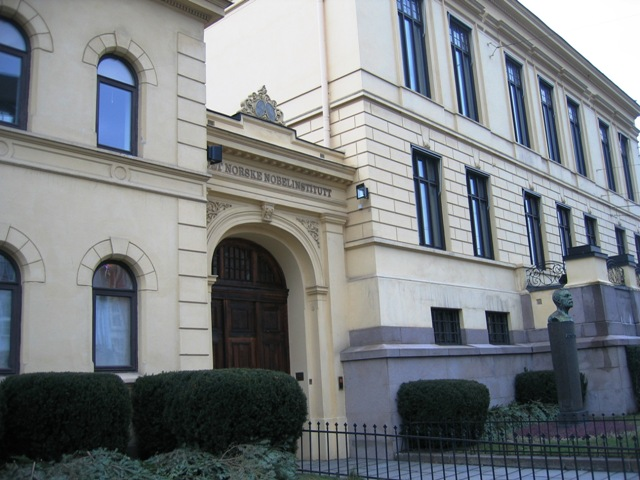
Норвежский Нобелевский комитет

## Премия Шведского государственного банка
Избрание лауреатов Премии Шведского государственного банка по экономическим наукам памяти Альфреда Нобеля (формально не являющейся Нобелевской премией) проводится аналогично избранию других лауреатов. 